# Apple Push Notification Service
Apple Push Notification Service（APNS）とは、Appleが作成したサービスで、2009年6月17日のiOS 3.0のリリースとともに開始された。Push技術を使って常にオープンなIP接続を通してサードパーティー製アプリケーションのサーバーからの通知をAppleの端末に転送する。バッジ、音、カスタムテキストアラートといった通知がある。APNSはまた開発者が活用するAPIをMac OS X Lionに追加する。
Appleがこのサービスを最初に発表したのは2008年6月9日で9月にリリースするというものだったが、2009年3月17日のiOS 3.0プレビューイベントでスコット・フォーストールは、ロールアウトがAPNSのアナウンスメントへのレスポンスが伝えられるところ圧倒的であることによるスケーラビリティ目的にAPNSを再編することで遅れたとしている。両イベントでフォーストールはプッシュ通知はバッテリーの持ち時間を通信の受信に関係するバックグラウンド処理（Push技術を使うため）より長く維持するためのよりよい手段であるとしている。
Mac OS X LionにおいてアプリケーションはiOSで使われている同じAPIを使用することで、Max OS Xで動作するアプリケーションにバッジ番号をプッシュ出来る。OS X Mountain Lionのリリースにおいてはユーザーは通知センターを通してプッシュ通知を受け取れるようになった。もし通知受信時にアプリケーションが開いていなかった場合、アプリケーションはユーザーに通知するためにバッジするかドックに追加される（バッジがクリアされた場合）。
APNSはMac OS X Lionと共に、構成プロファイル経由でアップデートを受け取るために登録され、サーバーのメール、カレンダー、コンタクトサービスを使用するクライアントへのアップデート通知をプッシュするために使われる。これはiPhoneのようなデバイスやMac上のiCalのようなアプリケーションでも通知を受け取れる事を意味している。
各通知の最大サイズは256バイトである。